# Bilal Ould-Chikh
Bilal Ould-Chikh (en árabe: بلال ولد شيخ‎; Roosendaal, 28 de julio de 1997) es un futbolista neerlandés que juega como extremo en el Raja Casablanca de la Liga de Fútbol de Marruecos.

## Trayectoria

### Football Club Twente
En 2012 llegó a la academia del club. Mostró buen nivel en las categorías inferiores y dos años después fue incorporado al Jong Twente, reserva del primer equipo. Debutó como profesional el 17 de marzo de 2014 en Segunda División, contra FC Eindhoven, ingresó al minuto 79 por Alvin Daniëls y ganaron 1 a 0. El 6 de abril anotó sus dos primeros goles, contra De Graafschap y ganaron 2 a 1.
Mostró buen nivel en Jong Twente, por lo que fue ascendido al primer equipo. Debutó en la máxima categoría neerlandesa el 3 de mayo de 2014, contra PEC Zwolle, ingresó al minuto 69 por Youness Mokhtar y empataron 2 a 2. Anotó su primer gol con Twente el 23 de enero de 2015, fue contra Heracles al minuto 88, con su tanto ganaron 2 a 0.
Al final de la temporada 2014-15, fue fichado a cambio de 1 500 000 euros, por Benfica, firmó contrato por 5 años. Bilal disputó un total de 16 partidos en Primera División con Twente, con un gol convertido, y 18 encuentros jugados en Segunda, con 2 anotaciones.

### Benfica
En principio, fue asignado a la reserva del club, Benfica B, para jugar en Segunda División. Debutó en la fecha 8, el 20 de septiembre de 2015, contra Gil Vicente, ingresó al minuto 62 y ganaron 1 a 0., utilizó la camiseta número 8.
El 8 de noviembre, fue titular por primera vez en Portugal, se enfrentaron a Santa Clara y perdieron 2 a 0.

## Selección nacional
Ha sido internacional con la selección de Países Bajos en las categorías sub-15, sub-17 y sub-19.
Luego de tener problemas disciplinarios en una concentración con la sub-19 neerlandesa, fue apartado y no volvió a ser convocado.
En febrero de 2016, fue convocado por la selección de Marruecos sub-20, para jugar 2 partidos amistosos contra Catar.

### Participaciones en categorías inferiores
| Competición                               | Sede   | Resultado  | Partidos | Goles |
| ----------------------------------------- | ------ | ---------- | -------- | ----- |
| Campeonato Europeo Sub-17 de la UEFA 2014 | Malta  | Subcampeón | 5        | 1     |
| Campeonato Europeo de la UEFA Sub-19 2015 | Grecia | Fase final | 6        | 1     |

## Estadísticas

### Clubes
Actualizado al 9 de mayo de 2025.
| Club                              | Div.          | Temporada     | Liga  | Liga  | Copas nacionales | Copas nacionales | Torneos internacionales | Torneos internacionales | Total | Total |
| Club                              | Div.          | Temporada     | Part. | Goles | Part.            | Goles            | Part.                   | Goles                   | Part. | Goles |
| --------------------------------- | ------------- | ------------- | ----- | ----- | ---------------- | ---------------- | ----------------------- | ----------------------- | ----- | ----- |
| Jong Twente · Países Bajos        | 2.ª           | 2013-14       | 7     | 2     | ―                | ―                | ―                       | ―                       | 7     | 2     |
| Jong Twente · Países Bajos        | 2.ª           | 2014-15       | 11    | 0     | ―                | ―                | ―                       | ―                       | 11    | 0     |
| Jong Twente · Países Bajos        | Total club    | Total club    | 18    | 2     | 0                | 0                | 0                       | 0                       | 18    | 2     |
| F. C. Twente · Países Bajos       | 1.ª           | 2013-14       | 1     | 0     | 0                | 0                | ―                       | ―                       | 1     | 0     |
| F. C. Twente · Países Bajos       | 1.ª           | 2014-15       | 15    | 1     | 2                | 0                | 1                       | 0                       | 18    | 1     |
| F. C. Twente · Países Bajos       | Total club    | Total club    | 16    | 1     | 2                | 0                | 1                       | 0                       | 19    | 1     |
| S. L. Benfica "B" Portugal        | 2.ª           | 2015-16       | 12    | 0     | ―                | ―                | ―                       | ―                       | 12    | 0     |
| S. L. Benfica "B" Portugal        | 2.ª           | 2016-17       | 0     | 0     | ―                | ―                | ―                       | ―                       | 0     | 0     |
| S. L. Benfica "B" Portugal        | Total club    | Total club    | 12    | 0     | 0                | 0                | 0                       | 0                       | 12    | 0     |
| Jong F. C. Utrecht · Países Bajos | 2.ª           | 2017-18       | 11    | 1     | ―                | ―                | ―                       | ―                       | 11    | 1     |
| Jong F. C. Utrecht · Países Bajos | Total club    | Total club    | 11    | 1     | 0                | 0                | 0                       | 0                       | 11    | 1     |
| F. C. Utrecht · Países Bajos      | 1.ª           | 2017-18       | 3     | 0     | 1                | 0                | 1                       | 0                       | 5     | 0     |
| F. C. Utrecht · Países Bajos      | Total club    | Total club    | 3     | 0     | 1                | 0                | 1                       | 0                       | 5     | 0     |
| Denizlispor Turquía               | 2.ª           | 2018-19       | 0     | 0     | ―                | ―                | ―                       | ―                       | 0     | 0     |
| Denizlispor Turquía               | Total club    | Total club    | 0     | 0     | 0                | 0                | 0                       | 0                       | 0     | 0     |
| ADO Den Haag · Países Bajos       | 1.ª           | 2019-20       | 13    | 0     | 0                | 0                | ―                       | ―                       | 13    | 0     |
| ADO Den Haag · Países Bajos       | 1.ª           | 2020-21       | 14    | 0     | 2                | 0                | ―                       | ―                       | 16    | 0     |
| ADO Den Haag · Países Bajos       | Total club    | Total club    | 27    | 0     | 2                | 0                | 0                       | 0                       | 29    | 0     |
| F. C. Volendam · Países Bajos     | 2.ª           | 2021-22       | 15    | 3     | ―                | ―                | ―                       | ―                       | 15    | 3     |
| F. C. Volendam · Países Bajos     | 1.ª           | 2022-23       | 17    | 2     | 2                | 0                | ―                       | ―                       | 19    | 2     |
| F. C. Volendam · Países Bajos     | 1.ª           | 2023-24       | 25    | 2     | 1                | 0                | ―                       | ―                       | 26    | 2     |
| F. C. Volendam · Países Bajos     | 2.ª           | 2024-25       | 38    | 4     | 2                | 1                | ―                       | ―                       | 40    | 5     |
| F. C. Volendam · Países Bajos     | Total club    | Total club    | 95    | 11    | 5                | 1                | 0                       | 0                       | 100   | 12    |
| Raja Casablanca Marruecos         | 1.ª           | 2025-26       | 0     | 0     | 0                | 0                | ―                       | ―                       | 0     | 0     |
| Raja Casablanca Marruecos         | Total club    | Total club    | 0     | 0     | 0                | 0                | 0                       | 0                       | 0     | 0     |
| Total carrera                     | Total carrera | Total carrera | 182   | 15    | 10               | 1                | 2                       | 0                       | 194   | 16    |